# Эритроксилум
Эритроксилум (лат. Erythroxylum = Erythroxylon) — род тропических цветущих растений семейства Эритроксиловые (Erythroxylaceae).
Вечнозелёные кустарники или деревца. Листья простые, цельнокрайные, цветы в пазушных соцветиях, одиночные или собраны по несколько.
Растения рода имеют пантропическое распространение.
Один из наиболее известных видов — Erythroxylum coca (кокаиновый куст, или кока), источник психотропного вещества — кокаина.
Ещё один вид, Erythroxylum vacciniifolium (катуаба) используется как афродизиак в бразильской народной медицине.
Многие виды рода являются кормовыми растениями для гусениц некоторых бабочек и молей, включая Dalcera abrasa, питающуюся на Erythroxylum deciduum.

## Таксономия
Erythroxylum P.Browne The Civil and Natural History of Jamaica in Three Parts 278. 1756.

### Виды
Род составляют более 250 видов.
Некоторые виды:
- Erythroxylum argentinum O.E.Schulz — Аргентина, Боливия, Бразилия
- Erythroxylum australe F.Muell. — Австралия
- Erythroxylum coca Lam. — Кокаиновый куст, или Кока — Колумбия, Эквадор, Перу, Боливия, северная Бразилия
- Erythroxylum deciduum A.St.-Hil. — Перу, Бразилия, Аргентина, Парагвай
- Erythroxylum delagoense Schinz — Мозамбик, ЮАР, Эсватини
- Erythroxylum ecarinatum Hochr. — Коричневая слива — Океания
- Erythroxylum ellipticum Peyr. — Керосиновое дерево — Австралия
- Erythroxylum incrassatum O.E.Schulz in Urb. — Ямайка
- Erythroxylum laurifolium Lam. — о. Маврикий, o. Реюньон
- Erythroxylum macrophyllum Mart. — Латинская Америка
- Erythroxylum monogynum Roxb. — Индия, Шри-Ланка, Бангладеш, Мьянма
- Erythroxylum vaccinifolium Mart. [syn.  Erythroxylum catuaba A.J.Silva ex Raym.-Hamet — Катуаба] — Бразилия